# Riudoms (kommun)
Riudoms är en kommun i Spanien.   Den ligger i provinsen Província de Tarragona och regionen Katalonien, i den östra delen av landet, 400 km öster om huvudstaden Madrid. Antalet invånare är 6 530. Arean är 32 kvadratkilometer. Riudoms gränsar till Vila-seca, L'Aleixar, Reus, Cambrils, Vinyols i els Arcs, Montbrió del Camp, Botarell, Les Borges del Camp och Maspujols. 
Terrängen i Riudoms är lite kuperad.